# Turismo no Líbano

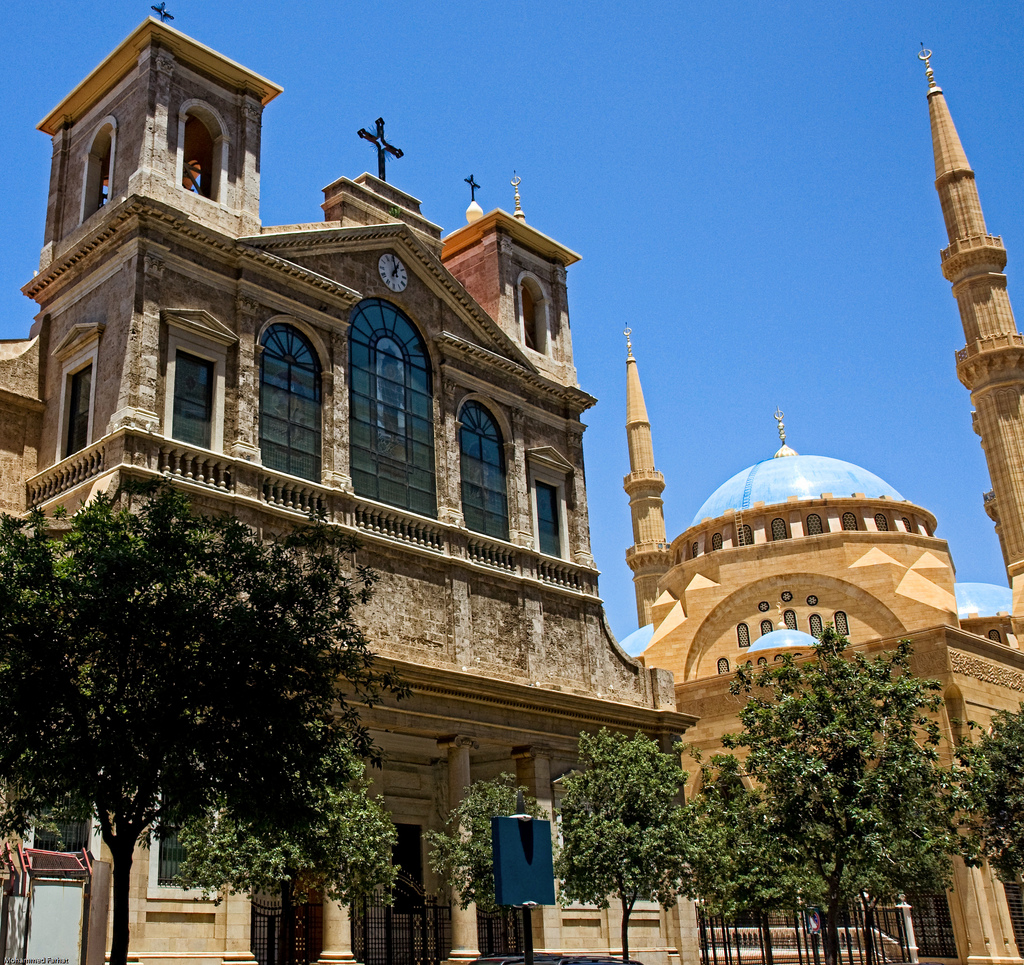
Distrito Central de Beirute

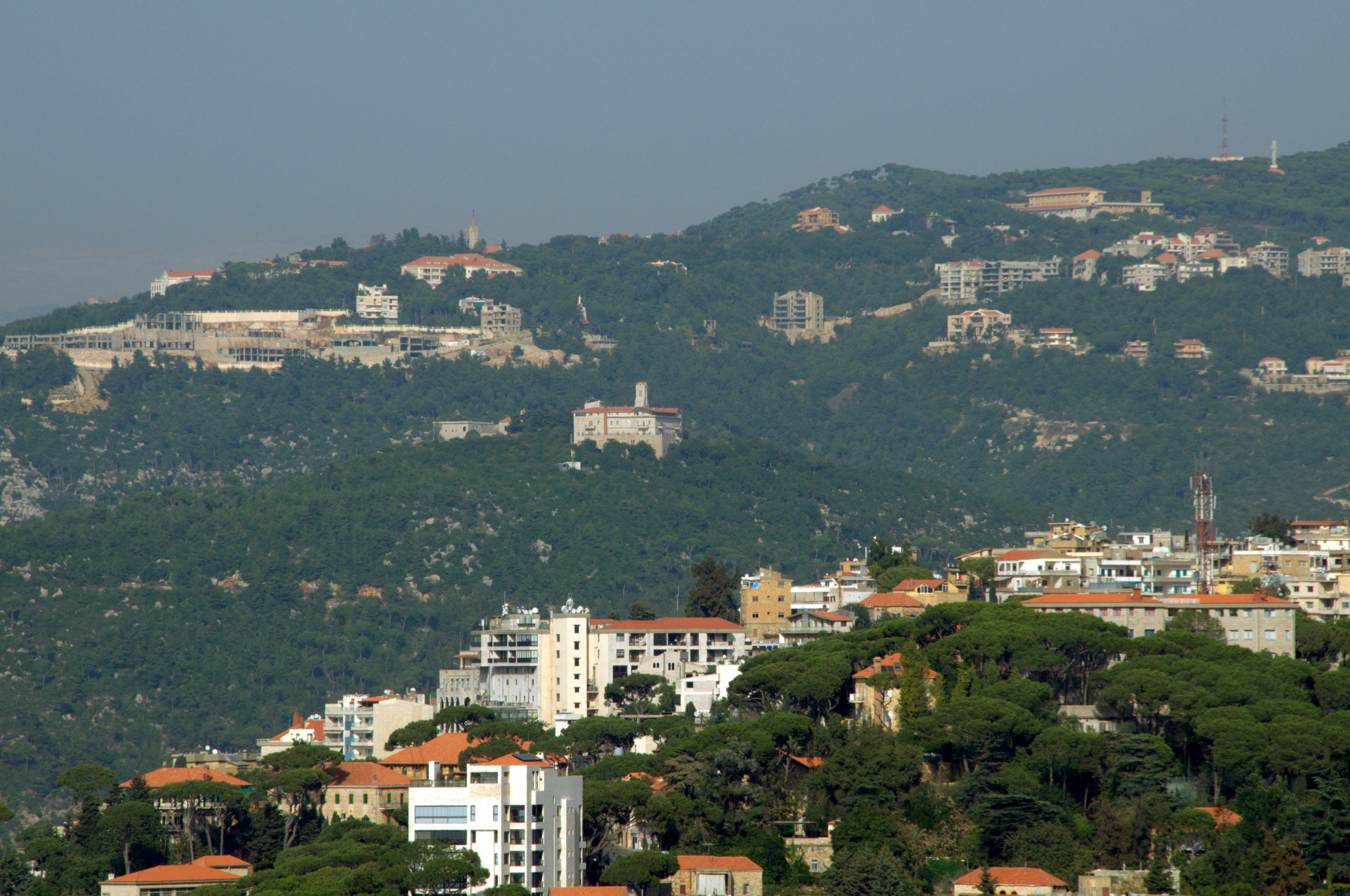
Monte Líbano

O Turismo no Líbano é historicamente importante para a economia nacional e permanece até os dias de hoje como uma fonte de renda para um grande setor da população. Antes da Guerra Civil Libanesa, Beirute era amplamente considerada ''Paris do Oriente Médio'' ou também "A Pérola do Médio Oriente", frequentemente considerada um polo financeira e comercial onde visitantes poderiam vivenciar a cultura do Levante e do mundo Mediterrâneo.
Vestígios de civilizações que habitaram e afetaram a cultura do Líbano moderno, desde assentamentos da Idade da Pedra e e as cidades-estados fenícias até mesquitas otomanas, estão expostos em todo o país, refletindo a antiguidade da história do país e as contribuições para a cultura dos dias atuais. O Líbano apresenta um histórico de turismo cultural de longa data. O interesse no povo libanês foi impulsionado pelas visitas de diversos orientalistas, acadêmicos e poetas, como Alphonse de Lamartine e Ernest Renan.
Investimentos privados significativos estão sendo atualmente feitos em prol da modernização e expansão desse setor e companhias internacionais de hotéis retornaram para o país. O Casino du Liban, que historicamente constituiu o destino de muitos turistas, reabriu em 1996. O maior resort de esqui no Líbano foi expandido e modernizado. O governo acredita que, devido ao retorno da paz e da estabilidade política ao país e com o desenvolvimento da infraestrutura necessário, o turismo irá novamente contribuir significativamente para a economia nacional. A indústria do turismo também conta com o grande número de libaneses vivendo no estrangeiro, mas que visitam sazonalmente o país durante o verão.

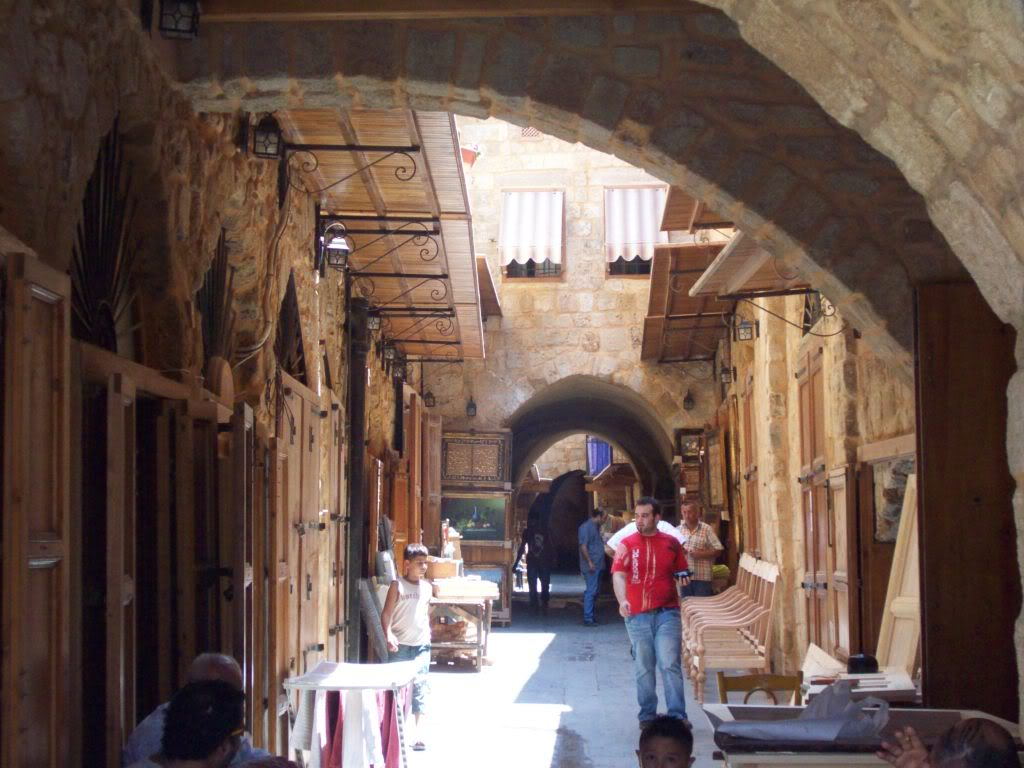
Ruínas da cidade de Sídon

## Principais cidades turísticas

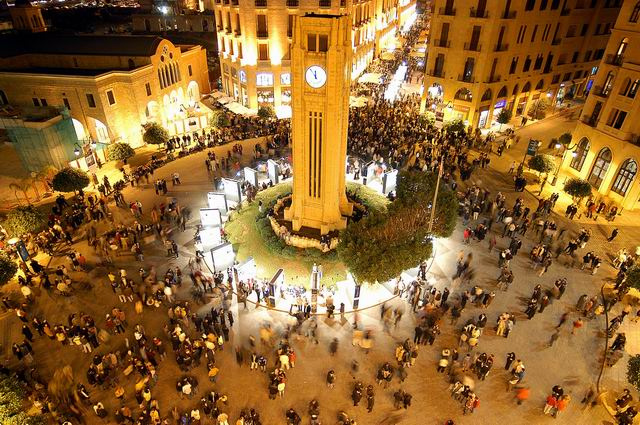
Praça Nejmeh em Beirute

- Sídon, uma cidade de 6 mil anos na costa meridional do Líbano. É uma grande rota de turistas e apresenta atrações como museus e casas de cultura.
- Mzaar Kfardebian, uma proeminente área de esqui e de resorts montanhosos.
- Beirute, a capital, que apresenta vida noturna próspera, restaurantes deslumbrantes e praias famosas.
- Gruta de Jeita, reconhecida como uma das mais magníficas cavernas de calcário no mundo.[4]

## Estatísticas e economia

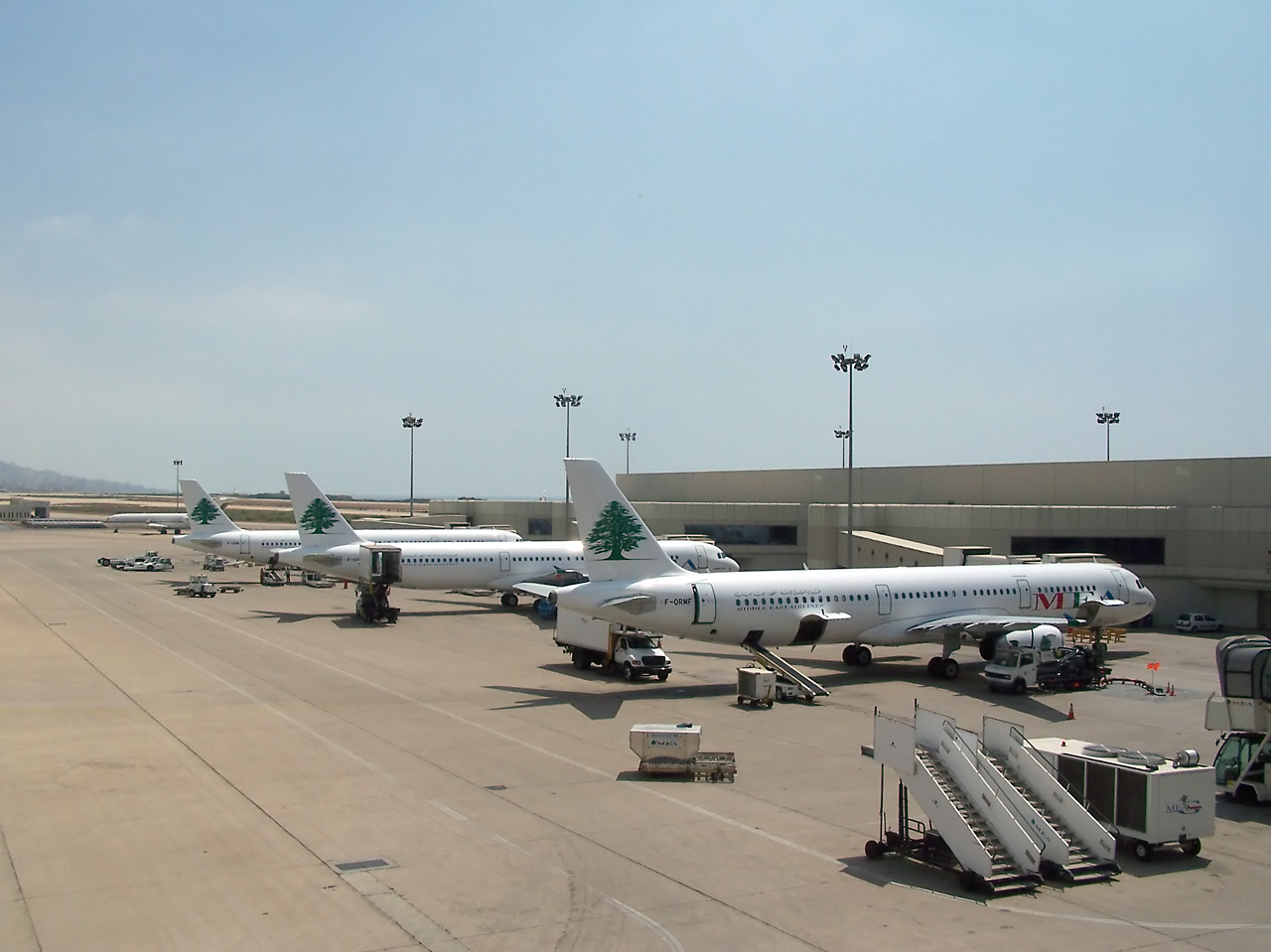
Aeronaves estacionadas no Aeroporto Internacional de Beirute

O turismo já foi um grande contribuinte para a economia libanesa, compondo quase 20% do PIB do país nas duas décadas anteriores ao início da guerra civil no país. Desde o fim do conflito, o setor se organiza para o rearranjo, mas levará muito tempo para retornar aos seus índices do pré-guerra. O turismo em 2001 era um dos estratos da economia que mais crescia, através do aumento em 14% dos turistas que visitam o Líbano. Em 2003, a indústria deste setor contabilizava mais de 6 bilhões de dólares à economia nacional e em 2005, as receitas per capita alcançaram os mil dólares. Em 2009, o país hospedou cerca de dois milhões de incursionistas, um número recorde, ultrapassando o número anterior de 1.4 milhão de turistas. O número de visitantes cresceu de um ano para o outro em 39%, o maior crescimento em todos os países naquele período de acordo com a Organização Mundial do Turismo. Muito do aumento nestas taxas se dá pela elevada estabilidade sociopolítica e de segurança. O Líbano também foi caracterizado por diversos veículos de mídia internacionais, incluindo o New York Times e o Paris Match, como o destino mais procurado pelos viajantes no começo da década de 2010.